# Hell's Bells
Hell's Bells é um curta-metragem de animação lançado em 1929, como parte da série Silly Symphonies. Foi dirigido por Ub Iwerks e produzido por Walt Disney. Entre as músicas clássicas apresentadas no filme está Na Gruta do Rei da Montanha de Edvard Grieg e Marche funèbre d'une marionnette de Charles Gounod.

## Sinopse
Satanás e os demônios se reúnem para uma festa selvagem. Depois que os demônios tocam a música, Satanás manda tirar leite de um dragão e ele bebe. Ele, então, pega um de seus pequenos demônios para alimentar o seu cão de três cabeças, Cérbero. O outro foge e, eventualmente, chuta Satanás de um penhasco onde ele é consumido pelas chamas e morre.